# Церковище (Усвятский район)
Церковище — деревня в Усвятском районе Псковской области России. Является административным центром Церковищенской волости (с 1995 года, ранее — центром Церковищенского сельсовета).

## География
Находится на юге региона, в восточной части района, на реке Усвяча, в 22 км к северо-востоку от райцентра — пгт Усвяты.
Уличная сеть
Шесть улиц: ул. Береговая, ул. Весенняя, ул. Заводская, ул. Набережная, ул. Победы, ул. Полевая.

## Население
| 2001 | 2002 | 2010 |
| ---- | ---- | ---- |
| 432  | ↘365 | ↘312 |

Численность населения деревни по оценке на начало 2001 года составляла 432 жителя.

## Инфраструктура
Библиотека (МУК «Усвятский РЦК» Сельский филиал № 1 д. Церковище). Филиал МОУ «Усвятская средняя общеобразовательная школа» — «Церковищенская общеобразовательная школа».
Почтовое отделение 182583.
Во времена СССР действовали:  совхоз, льнозавод,  молочно-товарная ферма.

## Транспорт
Проходит автодорога 58К-032 Великие Луки — Усвяты. Ходят рейсовые автобусы.